# Calosa

Un dímero de callosa.

La callosa (en ocasiones escrito calosa) es un polisacárido de origen vegetal. Fue descrito por primera vez por Fischer en 1886, tras observar la formación de depósitos ("callos" en el sentido anatómico del término, véase callo (biología)) en los elementos cribosos del floema como consecuencia de un daño mecánico.  Se halla compuesto por residuos de glucosa unidos entre sí por uniones β-1,3, y se lo denomina beta glucano. Se considera que la callosa se produce en la pared celular por enzimas llamadas callosa sintasas y que es degradada por la acción de β-1,3-glucanasas. La callosa se produce en respuesta al daño mecánico, infección de patógenos, presencia de aluminio y de ácido abscísico. Son frecuentes los depósitos de callosa en las placas cribosas del floema.  La callosa también se produce alrededor de los meiocitos en desarrollo y en las tétradas de las angiospermas con reproducción sexual. Sin embargo, este polisacárido no se encuentra en los taxones apomícticos relacionados.